# علی‌نقی امامی
علی‌نقی امامی و از خوشنویسان صاحب‌نام دوره شاه سلطان حسین صفوی در سدهٔ یازدهم و دوازدهم هجری بود که بسیاری از کتیبه‌های مدرسه چهارباغ و امامزاده اسماعیل اصفهان به خط او است. او علاوه بر خط ثلث، در خط نسخ و نستعلیق نیز آثار ارزنده‌ای از خود باقی گذاشته‌است.
علی‌نقی اصفهانی فرزند محمد محسن امامی و نوه محمدرضا امامی بود که هر سه از کتیبه‌نویسان و خوشنویسان صاحب‌نام خط ثلث در دوره صفوی بوده‌اند و مجموعاً یک سده به کار کتیبه‌نگاری بناهای مختلف اصفهان، مشهد، قم و قزوین اشتغال داشته‌اند.
علی‌نقی امامی عمری طولانی داشت و کتیبه‌هایی از این خانواده افزون بر اصفهان در شهرهای دیگر از جمله در مشهد و قم و قزوین نیز بر بناهای تاریخی به یادگار مانده‌است.

## آثار
کتیبه‌های علی‌نقی امامی در بیشتر مساجد اصفهان از جمله مساجد مهمی چون مسجد جامع اصفهان و مساجد کم اهمیت‌تری چون مسجد على قلى آقا موجود است. کتیبه‌های ثلث و نسخ و رقاع او اغلب رقم:«ابن محمدمحسن علی نقی الامامی، علی نقی الاصفهانی» را داراست. و تاریخ آنها از سال ۱۱۱۱ ه‍. ق شروع و تا به ۱۱۱۹ ه‍.ق ادامه می‌یابد و برخی از آنها عبارت فرمان «ابوالمظفر السلطان حسین الموسوی الصفوی» را نیز در یر دارد.
از کتیبه‌های او می توان به این موارد اشاره کرد:
- یک کتیبه در پیشانی راهروی مدرسهٔ چهارباغ اصفهان، به قلم دو دانگ نستعلیق کتیبهٔ خوش، با رقم: «علی نقی الاصفهانی ۱۱۱۹»
- یک کتیبه در ضریح مسجد معروف شعیا، در مزار امامزاده اسماعیل اصفهان، به قلم کتیبهٔ یک دانگ نستعلیق خوش، با رقم: «کتبه علی نقی الامامی ۱۱۱۱»
- کتیبهٔ کاشی معرٌق مدرسهٔ مریم بیگم اصفهان، به خط ثلث سه دانگ و دودانگ کتیبهٔ خوش، با رقم «علی نقی الامامی ۱۱۱۵» که در زمان شاه حسین صفوی و با مریم بیگم، دختر شاه صفی، ساخته شده‌ و اکنون در موزهٔ ایران باستان نگهداری می‌شود.